# عمر حرفوش
عمر حرفوش هو منتج أفلام لبناني، ولد في 20 أبريل 1969 في طرابلس في لبنان. وهو شريك في ملكية القناة التلفزيونية الدولية HDFashion & LifeStyle، ومالك مجلة Entrevue الفرنسية.

## مسيرته المهنية
عمر حرفوش هو ناشر و محرر لمجلة Paparazzi، وهي مجلة باللغة الروسية.
أسس حرفوش ووليد شركة مقرها في جنيف مسؤولة عن تنظيم مسابقات الجمال في أوكرانيا، حيث تتكون لجنة التحكيم من مستخدمي الإنترنت والمصوتين.
أصبح معروفًا لعامة الناس في فرنسا في شهر أبريل لعام 2006 عندما شارك في البرنامج الواقعي ”أنا من المشاهير، أخرجني من هنا!“ لصالح منظمة ”مراسلون بلا حدود“. خلال البرنامج، أصبح محور جدل عندما قال إنه كان ضحية "تصريحات عنصرية" (أنه ذو بشرة سوداء) من مارييل غويتشل (Marielle Goitschel)، التي ادّعت بدورها أنها عاملته على أنه "مجرد روبيان" (ناقص بالفرنسية).
نظّم عمر مسابقة ملكة جمال أوروبا مع شركة إندمول (Endemol)، التي عُرضت في البداية على القناة التلفزيونية الفرنسية TF1، لكن القناة قررت بيعها.
في شهر أكتوبر عام 2006، أصدر كتاباً بعنوان Mystères, scandales et... fortune (ألغاز، فضائح و... ثروة). وفي العام نفسه، أصدر سيرته الذاتية "عمر حرفوش: اعترافات مليونير".
وفي عام 2023، أصبح عمر صاحب مجلة Entrevue الفرنسية.

## أنشطة الحفلات الموسيقية
في 18 سبتمبر 2024، قدم عمر حرفوش "كونشيرتو السلام" في مسرح الشانزليزيه في باريس. كان الهدف من هذا الحدث، الذي شاركت فيه أوركسترا بيزييه ميديتيرانيه السيمفونية (بالفرنسية: Béziers Méditerranée Symphony Orchestra) بقيادة ماثيو بونين (بالفرنسية: Mathieu Bonnin)، هو تعزيز السلام والوحدة العالمية من خلال الموسيقى. وفي 20 سبتمبر 2024، أُقيم الحفل الموسيقي نفسه في مقر الأمم المتحدة في جنيف، تأكيدًا على التزام حرفوش باستخدام الموسيقى كأداة إنسانية.
في 15 نوفمبر 2024، أحيا عمر حرفوش "كونشيرتو السلام" في قاعة سيستين بمكتبة الفاتيكان الرسولية. كان هذا الحدث التاريخي هو أول حفل موسيقي يقام في هذا المكان المقدس. وبعد العرض، مُنح حرفوش ميدالية اليوبيل الفاتيكاني لعام 2025 من قبل البابا فرنسيس تقديراً لمساهمته في تعزيز السلام من خلال الموسيقى. حضر الحفل ممثلون عن بعض أبرز المكتبات في العالم.
في شهر ديسمبر عام 2024، قدم حرفوش ”كونشيرتو السلام“ في أوبرا دبي. وتميّز الحفل، الذي احتفى بالوحدة والوئام، بظهور خاص لسفير النوايا الحسنة لليونيسف أورلاندو بلوم. تضمن الحفل عرضاً مجسماً ثلاثي الأبعاد يرمز إلى الدفء والوحدة الثقافية في الشرق الأوسط، إلى جانب عرض مفاجئ لفرقة شيكو والغجر (بالإنجليزية: Chico & The Gypsies). أكد هذا الحدث على تفاني حرفوش في استخدام الموسيقى كجسر بين الثقافات وكوسيلة لتعزيز المبادرات الإنسانية.

## النشاط العام
تم تكريم عمر حرفوش عن عمله "أنقذ حياة، أنت تنقذ الإنسانية" خلال النسخة الحادية عشرة من جوائز كايل (بالإنجليزية: CAEL AWARDS) في دبي. تم تقديم هذا العمل في العديد من الأماكن المهمة، بما في ذلك المفوضية الأوروبية في بروكسل، حيث تم تسليط الضوء على موضوعات الانسجام والتضامن.
في 5 سبتمبر 2024، خلال فعاليات النسخة الـ81 من مهرجان البندقية السينمائي الدولي، تم تكريم عمر حرفوش بجائزة ”أفضل إنجاز من أجل السلام“. قدم الجائزة الممثل كيفن كوستنر تقديراً لتفاني حرفوش في تعزيز حقوق الإنسان والقضايا الاجتماعية.

## وصلات خارجية
- عمر حرفوش على موقع IMDb (الإنجليزية)